# Jonas T. Bengtsson
Pour les articles homonymes, voir Bengtsson.
Jonas T. Bengtsson (né le 27 avril 1976 à Copenhague) est un écrivain danois. 
Il a obtenu en 2010 le prix P.O. Enquist (de). Son roman Submarino a été adapté au cinéma par Thomas Vinterberg sous le même titre : Submarino.

## Œuvres
- Aminas breve, 2005
- Submarino, 2007
- Et eventyr, 2011

### Traductions en français
- À la recherche de la reine blanche, traduction par Alex Fouillet de Et eventyr, Denoël, 2013
- Submarino, traduction par Alex Fouillet, Denoël, 2011
- La Fille-hérisson (trad. Alex Fouillet), Denoël (& d'ailleurs), 2018